# Wizz et Buzz
Wizz et Buzz est une série de bande dessinée de Winshluss (scénario) et Cizo (dessin) parue chez Delcourt, dans la collection Shampooing, en 2006 et 2007.

## Albums
1. Tome 1 : gras double, 2006  (ISBN 2-84789-931-6)
2. Tome 2, septembre 2007  (ISBN 978-2-7560-0873-8)